# Allabria
Allabria (kurAl-la-ab/p-ri-a) war ein eisenzeitliches Königreich im heutigen Iran, zwischen Mannai und Parsua. Levine (vgl. Literaturliste) schlägt eine Lage im Tal von Sanandaj vor.
Es wird 842 v. Chr. das erste Mal erwähnt.
Die Hauptstadt war uruPad/t-d/ti-ra. Das Königreich wurde spätestens 817 dem assyrischen Reich eingegliedert.

## Herrscher
- Ia-an-zi-bur-ia-aš,  um 842 v. Chr.  (Grayson 1996, 40,  Brinkman 1976-80a)
- Ar-ta-sa-ri von SUR-di-ra, 829 v. Chr.  (Grayson 1996, 70)
- Bli-apla-iddina, 716 v. Chr., von Sargon abgesetzt
- I-ti-i